# Maximilian Freiherr Lochner von Hüttenbach

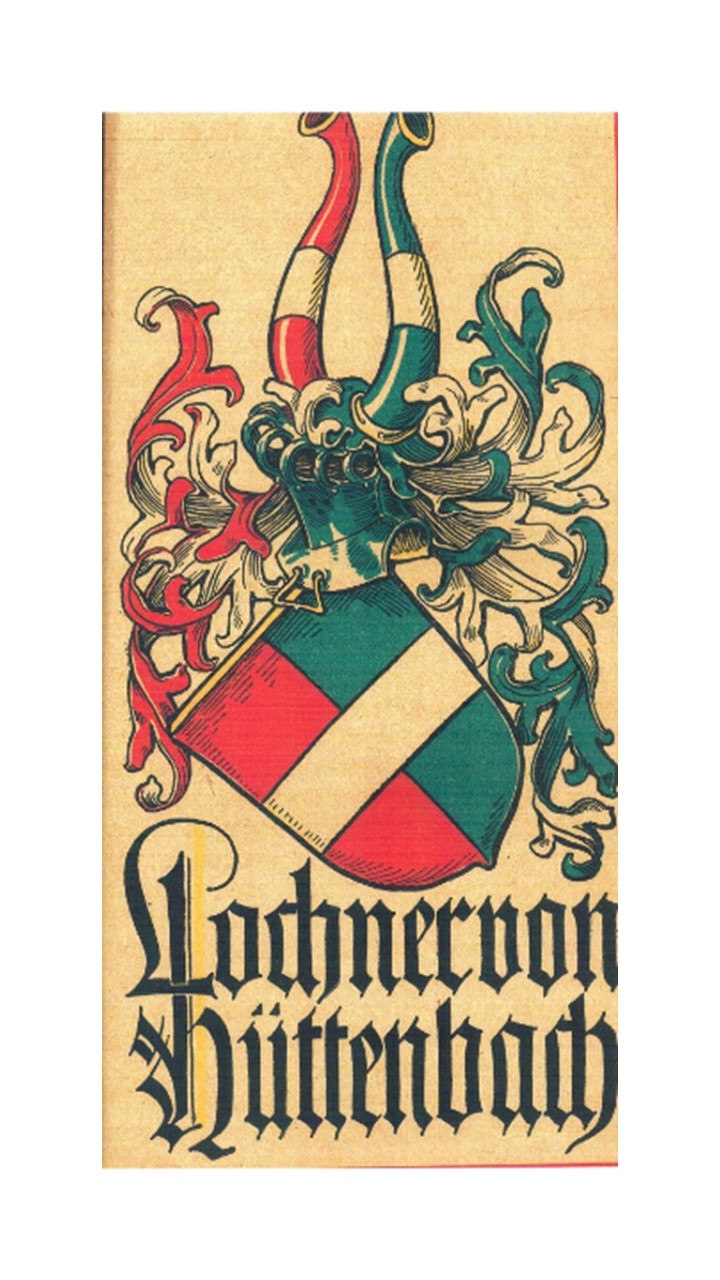
Wappen der Lochner von Hüttenbach gemalt von Prof. Dr. Otto Hupp (aus dem Münchner Kalender von 1921)

Maximilian Freiherr Lochner von Hüttenbach (* 16. September 1859 in Regensburg; † 30. Juni 1942 in Lindau im Bodensee) war Land- und Forstwirt und seit 1932 Ehrenbürger der Gemeinde Elten (heute Stadtteil von Emmerich am Rhein).

## Leben
Maximilian Joseph Karl Justin Anselm Maria Freiherr Lochner von Hüttenbach war der Sohn des Königlich-Bayerischen Kammerjunkers und Postbeamten Anselm Freiherr Lochner von Hüttenbach (1831–1910) und seiner Gattin Sophie (1834–1902), eine geborene von Schlägel, Tochter des bayerischen Generalmajors Maximilian von Schlägel. Sein jüngerer Bruder war der Lokalhistoriker und Schriftsteller Oskar Freiherr Lochner von Hüttenbach (1868–1920). Am 23. Mai 1882 fand die Vermählung mit Caroline Augusta Johanna Maria van der Renne (27. Januar 1862 – 18. Februar 1944) statt, die das Landgut de Byvank in den Niederlanden mit in die Ehe brachte (wenige Kilometer vom späteren Sitz der Nachkommen dieser Linie: Emmerich am Rhein), 
Mit dem Erwerb der Marsweide aus dem Familienbesitz seiner Frau, die in Gemeindebesitz überging, ermöglichte Max Lochner von Hüttenbach wichtige Grundstücksankäufe der Stadt für das Wasserwerk und weiterer Anlagen sowie eine Finanzierung zur Verbesserungen der Straßen. Seiner Initiative sind auch der Ausbau der Beekerstraße, ihre Erhebung zur Zollstraße und der Bau des Elektrizitätswerkes zu verdanken. Zur weiteren Entwicklung des Stadtteils stellte er Grundstücke zum Bau von 16 Wohnungen für die „Zollkolonie“ zur Verfügung.
Dem Gemeindearchiv überließ von Hüttenbach mehrere kunstgeschichtliche und andere historische Schriften aus seinem Privatarchiv und verfasste auch selbst mehrere größere Abhandlungen zur Geschichte des Eltenberges und seiner Kirche, aber auch über verschiedene geschichtliche Ereignisse am Bodensee. In Lindau vertrat er das Königreich Bayern im Vorstand des Vereins für Geschichte des Bodensees und seiner Umgebung.

## Veröffentlichungen (Auswahl)
- Kriegerische Ereignisse auf dem Bodensee, in: SchrrVGBodensee 15, 1886, S. 27–40[3]
- Lanndpot und ordnung der vischereyen halb in Bairn von 1516. In: Augsburger Postzeitung. Beilage 49, 6. Dezember 1894, S. 387 f.
- Zur Geschichte der Bodenseefischerei, in: Karl Wolfart (Hg.), Geschichte der Stadt Lindau im Bodensee, Bd. 1/1–2, Lindau 1909, S. 53–64[4]

## Ehrungen
- 6. Juni 1932 – Verleihung der Ehrenbürgerschaft von Elten
- In Elten wurde die Von-Lochner-Str. nach ihm benannt[5]